# Philippe Desmet
Pour les articles homonymes, voir Desmet.
Philippe Filip Desmet est un footballeur international belge, né le 29 novembre 1958 à Waregem (Belgique).
Il effectue sa carrière au KSV Waregem, avant d'aller jouer trois saisons en France au Lille OSC.
International à partir de 1985, il joue à 14 reprises avec la Belgique, inscrivant un but. Il participe à la quatrième place des Belges à la Coupe du monde 1986.

## Biographie

### En club
Philippe Desmet évolue en Belgique et en France. Il joue notamment neuf saisons avec le club du SV Waregem, et trois saisons avec le Lille OSC. Il se classe quatrième du championnat belge en 1985 avec Waregem.
Il dispute un total de 268 matchs en première division belge, inscrivant 49 buts. Il réalise sa meilleure performance en Belgique lors de la saison 1984-1985, où il marque 12 buts. Il dispute également 90 matchs en première division française, inscrivant 27 buts. Il réalise sa meilleure performance en France lors de la saison 1986-1987, où il marque 13 buts.
Au sein des compétitions européennes, il joue 10 matchs en Coupe de l'UEFA, inscrivant deux buts. Il atteint les demi-finales de cette compétition en 1986 avec l'équipe de Waregem, en étant battu par le FC Cologne.

### En équipe nationale
Philippe Desmet reçoit 14 sélections en équipe de Belgique entre 1985 et 1987, inscrivant un but.
Il joue son premier match en équipe de Belgique le 20 novembre 1985, contre les Pays-Bas. Ce match perdu 2-1 à Rotterdam rentre dans le cadre des éliminatoires du mondial 1986. Il inscrit son seul but avec la Belgique le 23 avril 1986, en amical contre la Bulgarie (victoire 2-0 à Bruxelles).
Il participe avec l'équipe de Belgique à la Coupe du monde 1986 organisée au Mexique. Il joue trois matchs lors de ce mondial : contre le pays organisateur, l'Irak, et l'Argentine, avec pour résultats deux défaites et une seule victoire (Irak).
Il reçoit sa dernière sélection le 14 octobre 1987, contre l'Écosse, lors des éliminatoires de l'Euro 1988 (défaite 2-0).

## Palmarès
- Quatrième de la Coupe du monde en 1986 avec l'équipe de Belgique
- Finaliste de la Coupe de Belgique en 1982 avec le KSV Waregem